# Susan Slept Here
Susan Slept Here is een Amerikaanse filmkomedie uit 1954 onder regie van Frank Tashlin. Destijds werd de film in het Nederlandse taalgebied uitgebracht onder de titel Suzanne sliep hier.

## Verhaal
Mark Christopher is een succesvolle scenarioschrijver in Hollywood. Sinds hij een Oscar heeft gewonnen, kampt hij met een schrijversblok. Op kerstavond brengt brigadier Sam Hanlon de jeugddelinquente Susan Landis naar zijn appartement.

## Rolverdeling
| Acteur          | Personage               |
| --------------- | ----------------------- |
| Dick Powell     | Mark Christopher        |
| Debbie Reynolds | Susan Beaurgrard Landis |
| Anne Francis    | Isabella Alexander      |
| Glenda Farrell  | Maude Snodgrass         |
| Alvy Moore      | Virgil                  |
| Horace McMahon  | Brigadier Monty Maizel  |
| Herb Vigran     | Brigadier Sam Hanlon    |
| Les Tremayne    | Harvey Butterworth      |
| Mara Lane       | Marilyn                 |
| Rita Johnson    | Dokter Rawley           |
| Maidie Norman   | Georgette               |